# Aeroportul Regional Elko
Aeroportul Regional Elko (IATA: EKO, ICAO: KEKO, FAA LID: EKO) este un aeroport din Nevada, Statele Unite ale Americii ce deservește zona Elko⁠(d). Aeroportul a fost tranzitat în 2019 de 39.958 de pasageri. A fost numit după zona deservită.
Situat la o altitudine de 1.567 m, aeroportul dispune de 2 piste.

## Infrastructură

### Piste
Aeroportul dispune de 2 piste. Pista 06/24 are suprafața de asfalt și dimensiunile 7.455 picioare × 150 picioare. Pista 12/30 are suprafața de asfalt și dimensiunile 3.012 picioare × 60 picioare. 